# Gustave Lanson
Gustave Lanson (5. srpna 1857 Orléans – 15. prosince 1934 Paříž) byl francouzský literární kritik, profesor na Sorbonně, v letech 1919–1927 ředitel École normale supérieure. Byl autorem a propagátorem metody analytického zkoumání textu, známé pod názvem Explication de texte. Tato metoda se stala základním nástrojem zkoumání literárních děl na francouzských školách a později se uplatnila i v literární kritice.
Kromě toho se Larson také zasloužil o reformu francouzského školství. Ve své odborné práci se zabýval vztahem mezi literaturou, sociologií a očekáváním čtenáře. Stal se průkopníkem tzv. literární sociologie. Jeho činnost nebyla omezena pouze na Francii, pobýval také ve Spojených státech.

## České překlady
- LANSON, Gustave. Dějiny novodobé literatury francouzské. Přeložil Oldřich Sýkora. Díl I., Osmnácté století. Díl II., Devatenácté století. Praha: J. Laichter, 1900. 155 + 205 s.
- LANSON, Gustave. Metoda literárního dějepisu. Přeložil Josef Kopal. V Praze: Jednota českých filologů, 1931. 38 s.